# Рейсвейк (Північний Брабант)
Рейсвейк (нід. Rijswijk) — село в нідерландській провінції Північний Брабант. Входить до муніципалітету Алтена.
Його площа — 3,86 км², а населення станом на 2021 рік становило 1855 осіб.
Перша згадка про населений пункт датується 12-м сторіччям.

## Галерея

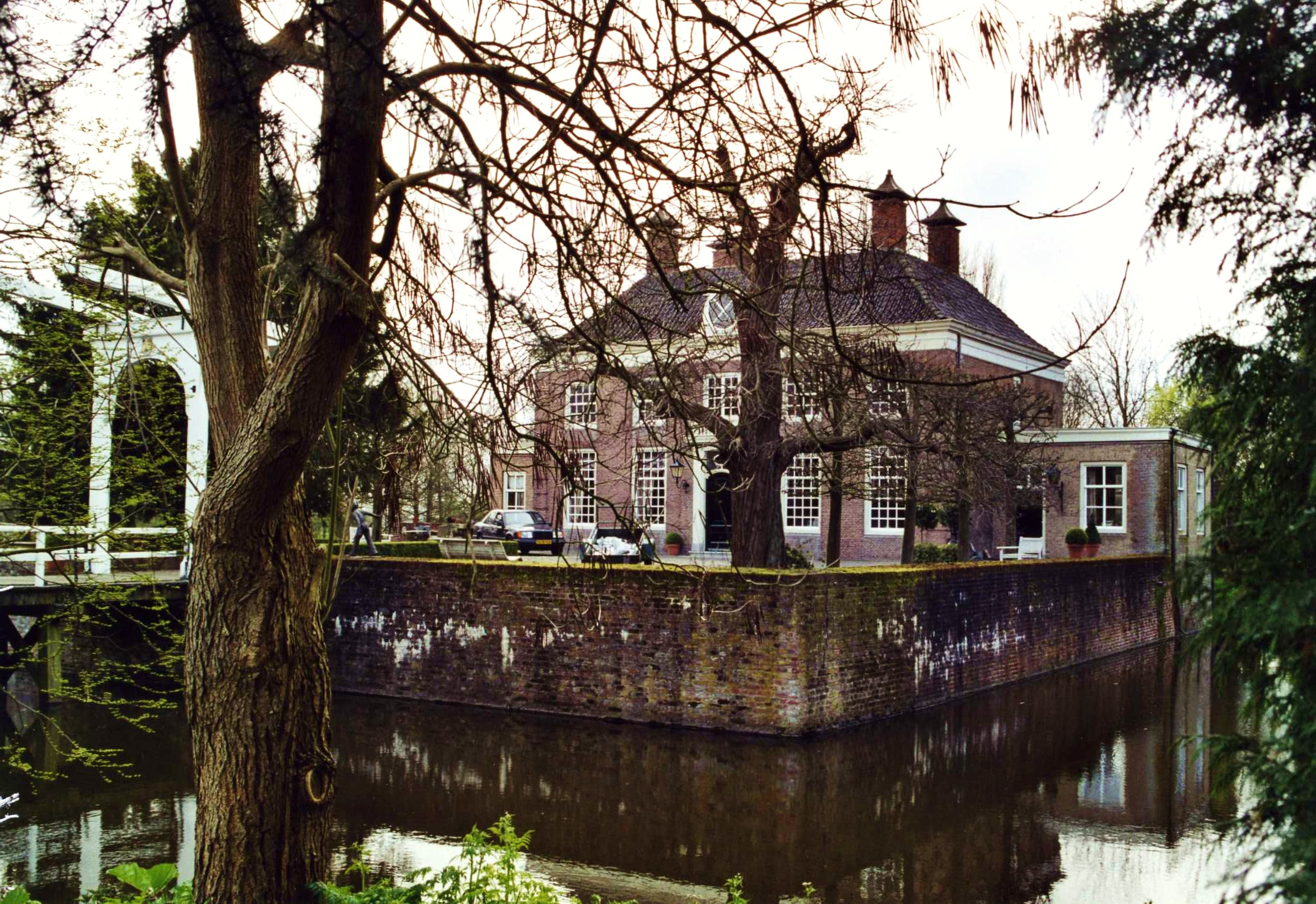
Маєток Рейсвейк
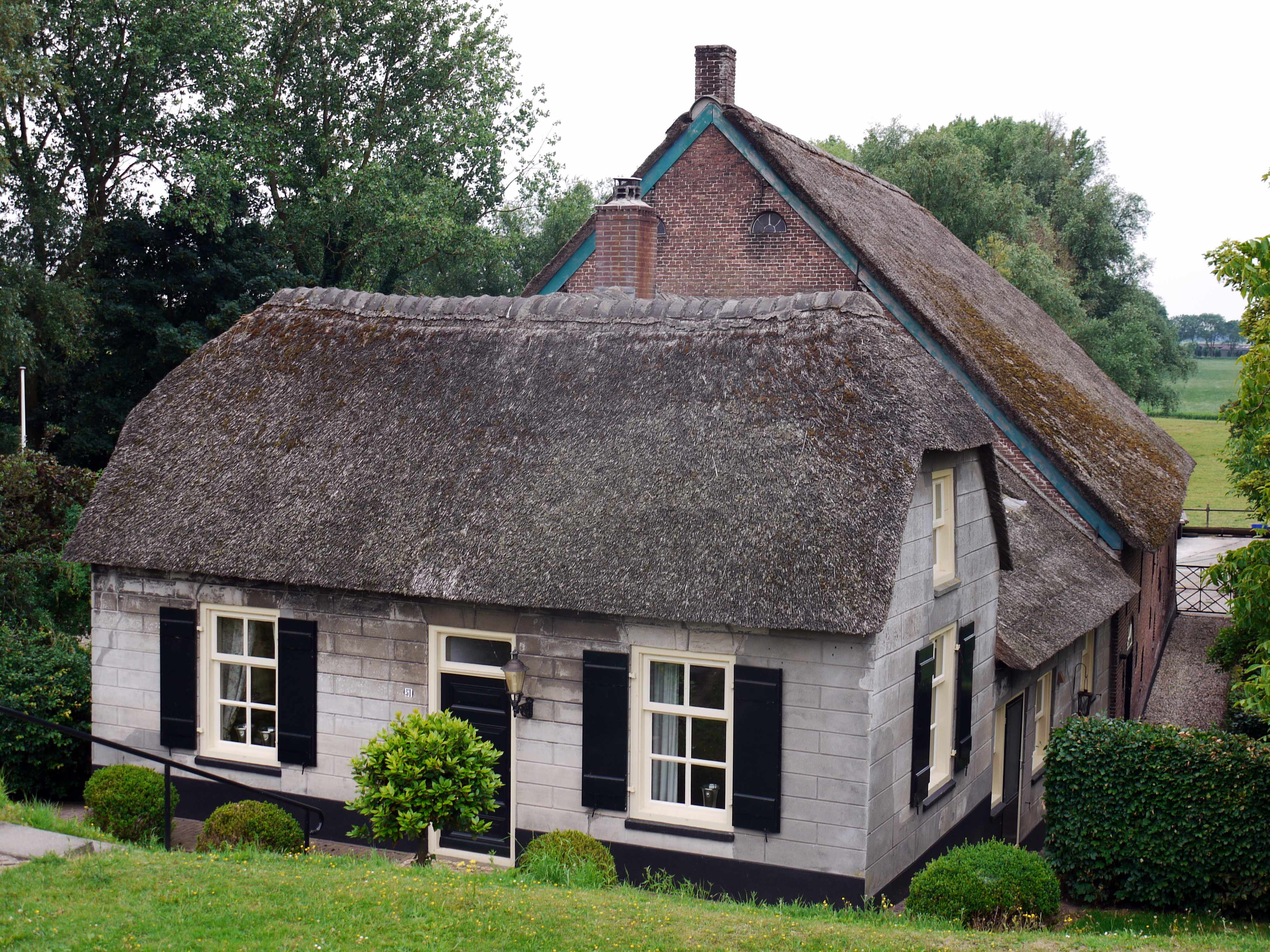
Ферма в селі
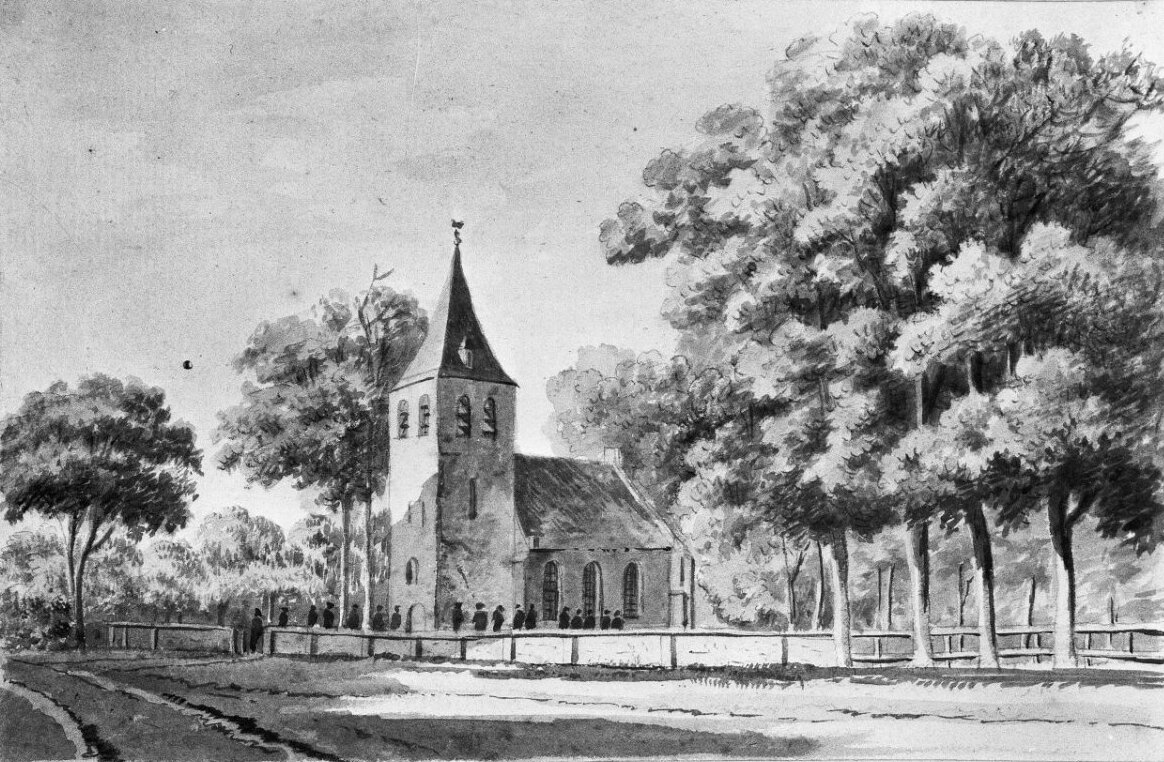
Малюнок сільської церкви (1789)